# Vugi
Vugi – jeden z typów morfologicznych porów w meteorytach kamiennych. Vugi tworzą sieć nieregularnych wolnych przestrzeni powstałych wyniku intensywnego wydzielania się gazów podczas procesów udarowych (zderzeń). Powierzchnie komór i kanalików pokrywają często produkty wtórnej krystalizacji przemieszczających się tam aerozoli. Vugi występujące w meteorytach związane są często z krystalizacja troilitu.